# Alexandre Luba Ntambo
Alexandre Luba Ntambo est un politicien kino-congolais et occupe le poste de vice-Premier ministre et ministre de la Défense nationale et des Anciens combattants du gouvernement Matata à partir du 28 avril 2012.
Le vice-Premier ministre Alexandre Luba Ntambo, détenteur d’un diplôme de pharmacien de l’université de Kinshasa en 1975, est né le 14 décembre 1947 à Manono (Katanga), marié et père de cinq enfants.
Parmi ses responsabilités antérieures, il a été directeur de cabinet du conseiller spécial du chef de l’État en matière de sécurité (2001-2002), ADG adjoint au titre de mandataire de la Gecamines à Kamoto Copper Company (KCC) (2009-2012). 